# Acer monspesulanum
Acer monspesulanum é uma espécie de árvore do gênero Acer, pertencente à família Aceraceae.